# Joseph Callahan
Pour les articles homonymes, voir Callahan.
Joseph Callahan est un acteur américain du cinéma muet.

## Filmographie partielle
- 1913 : The Buccaneers, d'Otis Turner
- 1916 : Une auto pour sa femme (Wife and Auto Trouble), de Dell Henderson
- 1916 : Les Deux hurluberlus (Dollars and Sense), de Walter Wright
- 1917 : Une veuve inconsolable (The Sultan's Wife) de Clarence G. Badger